# Ananthura rigida
Ananthura rigida is een pissebed uit de familie Antheluridae. De wetenschappelijke naam van de soort is voor het eerst geldig gepubliceerd in 1976 door Nunomura.